# GNK Dinamo Zagreb
Građanski nogometni klub Dinamo Zagreb är ett fotbollslag från Kroatiens huvudstad Zagreb. Laget grundades 26 april 1911 under namnet Prvi hrvatski građanski športski klub. Hemmaarena är Maksimirstadion som tar cirka 40 000 åskådare. Lagets karakteristiska färg är just blå. Bland otaliga kroatiska och forna jugoslaviska liga- och kuptitlar sticker pokalen från UEFA-cupen (då kallad Mässcupen) 1966/67 ut allra mest.
Lagets supporterklubb heter Bad Blue Boys och bildades år 1986. Deras symbol är en bulldogg. Bland klubbens främsta rivaler finns HNK Hajduk Split.
Efter segrar mot bland annat Nefttji Baku och HJK Helsingfors kvalade laget in till Champions League 2011/2012. I gruppspelet  lottades laget mot Real Madrid, Lyon och Ajax.

## Meriter
- Kroatiska mästare (25): 1992–93, 1995–96, 1996–97, 1997–98, 1998–99, 1999–00, 2002–03, 2005–06, 2006–07, 2007–08, 2008–09, 2009–10, 2010–11, 2011–12, 2012–13, 2013–14, 2014–15, 2015–16, 2017–18, 2018–19, 2019–20, 2020–21, 2021–22, 2022/23, 2023/24
- Kroatiska cupen (17): 1993–94, 1995–96, 1996–97, 1997–98, 2000–01, 2001–02, 2003–04, 2006–07, 2007–08, 2008–09, 2010–11, 2011–12, 2014–15, 2015–16, 2017–18, 2020–2021, 2023–2024
- Kroatien supercup (5): 2002, 2003, 2006, 2010, 2013

## Placering tidigare säsonger
| Säsong    | Nivå | Liga       | Placering | Referens |
| --------- | ---- | ---------- | --------- | -------- |
| 2005/2006 | 1    | Prva HNL   | 1         | [ 3 ]    |
| 2006/2007 | 1    | Prva HNL   | 1         | [ 4 ]    |
| 2007/2008 | 1    | Prva HNL   | 1         | [ 5 ]    |
| 2008/2009 | 1    | Prva HNL   | 1         | [ 6 ]    |
| 2009/2010 | 1    | Prva HNL   | 1         | [ 7 ]    |
| 2010/2011 | 1    | Prva HNL   | 1         | [ 8 ]    |
| 2011/2012 | 1    | Prva HNL   | 1         | [ 9 ]    |
| 2012/2013 | 1    | Prva HNL   | 1         | [ 10 ]   |
| 2013/2014 | 1    | Prva HNL   | 1         | [ 11 ]   |
| 2014/2015 | 1    | Prva HNL   | 1         | [ 12 ]   |
| 2015/2016 | 1    | Prva HNL   | 1         | [ 13 ]   |
| 2016/2017 | 1    | Prva HNL   | 2         | [ 14 ]   |
| 2017/2018 | 1    | Prva HNL   | 1         | [ 15 ]   |
| 2018/2019 | 1    | Prva HNL   | 1         | [ 16 ]   |
| 2019/2020 | 1    | Prva HNL   | 1         | [ 17 ]   |
| 2020/2021 | 1    | Prva HNL   | 1         | [ 18 ]   |
| 2021/2022 | 1    | Prva HNL   | 1         | [ 19 ]   |
| 2022/2023 | 1    | SuperSport | 1         |          |

## Kända spelare
- Dražan Jerković
- Stjepan Deverić
- Borislav Cvetković
- Davor Šuker
- Zvonimir Boban
- Dražen Ladić
- Igor Cvitanović
- Zvonimir Soldo
- Dario Šimić
- Robert Prosinečki
- Niko Kranjčar
- Eduardo
- Vedran Ćorluka
- Ivica Olić
- Luka Modrić
- Ognjen Vukojević
- Ivan Turina
- Alen Halilovic
- Josip Simunic
- Sammir
- Igor Biscan

## Kända utländska spelare
- Mark Viduka
- Jens Nowotny
- Leandro Cufré
- Hernán Medford
- Kazuyoshi Miura
- Dimitris Papadopoulos
- Tonel
- Edin Mujcin